# Burgemeester Reinaldapark
Het Burgemeester Reinaldapark is een stadspark en buurt van Haarlem, gelegen aan de oostkant van de stad in de wijk Parkwijk, in het stadsdeel Haarlem-Oost. De naam van het park verwijst naar oud Haarlems burgemeester Marius Antoon Reinalda. In het park is een monument geplaatst ter nagedachtenis aan degenen die gesneuveld zijn in de Tweede Wereldoorlog.

## Geschiedenis
Vroeger was op de plaats van het huidige park een vuilnisbelt, maar deze moest plaatsmaken voor de stadsuitbreiding van onder andere Parkwijk en de Zuiderpolder.
In 2008 werd de Selimye-moskee in gebruik genomen.

### Nieuwe aanleg
In 2010 werd besloten dat het park gesaneerd diende te worden, omdat er op verscheidene plaatsen afval naar boven kwam. Daarom werd er een nieuwe saneerlaag aangebracht. Om deze aan te kunnen brengen werden alle bomen verwijderd en werd er bestudeerd op een nieuwe inrichting van het park. Het nieuwe park kent een heuvelig verloop, waarbij het aan de kant van de Schipholweg (N205), de zuidkant, het park het hoogst is. Richting de Leonard Springerlaan, de noordkant, geleidelijk afloopt. In het zuidelijk gedeelte staan meer bomen, maar zijn tevens de voetbalvelden, tennisbanen en het horecapaviljoen gelegen.

## Verkeer en paden
In het park zijn verschillende paden aangelegd die voor verschillende voertuigen bestemd zijn. Er zijn geen doorgaande wegen voor auto's. Het Reinaldapad is deels ingericht als parkeerplaats.

### Fietspaden
In het park zijn vier fietspaden te vinden. Deze dienen als verbindingswegen in noord-zuidelijke en oost-westelijke richting. De eerste oost-westelijke verbinding loopt langs de Leonard Springerlaan en loopt enkel langs het park. Aan de zuidoever loopt het Teunisbloempad pad dat als fiets en wandelpad gebruikt mag worden en loopt vanaf het verlengde van de Zomervaart tot aan de Fuikvaartweg. Het Fuiklaantje is een fietspad tot aan de Leonard Springerlaan, en vervult een noord-zuid verbinding. Het laatste fietspad is het Reinaldapad dat een oost-westverbinding vormt.

### Wandelpad
Dwars door het park loopt het kronkelende wandelpad de Zwanenbloembocht. Dit pad loopt langs alle delen van het park. Het pad begint in de noordwesthoek van het park en als stijger bij de Fuikplas.

## Recreatie

### Speelplein
Voor de kinderen is aan het einde van het slingerpad een speelplaats aangelegd met een klein speeltuintje met een glijbaan. 

### Ligweide
In de open zone aan het slingerpad bevindt zich de ligweide. Het is een groot grasveld met een vier meter brede waterloop eromheen. Hierdoor wordt een halve cirkel gevormd die licht bolt en in het noorden grenst aan de Reinaldapad.

### Hortensiaheuvel
Ten westen van het parkplein is als noordelijke uitloper van de hoge rug een zitplaats gerealiseerd. Deze bestaat uit een verhoogde uitstulping van de heuvel waarop hortensia's werden geplant. Tussen de hortensia's door zijn kronkelige paadjes aangelegd. Boven op de hortensiaheuvel is een zitplaats gemaakt bestaande uit een pergola met bankjes.

## Galerij

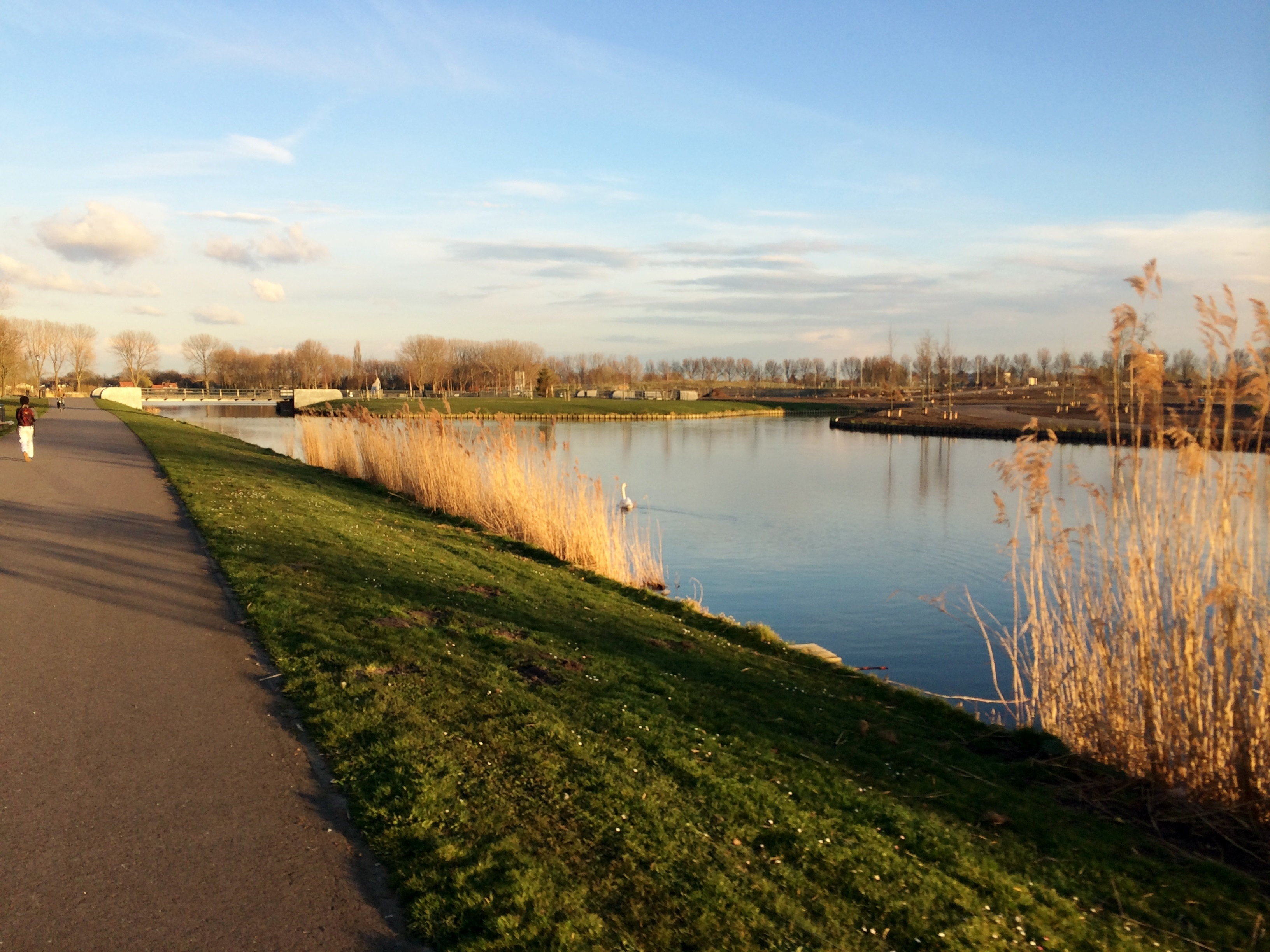
Fuikplas
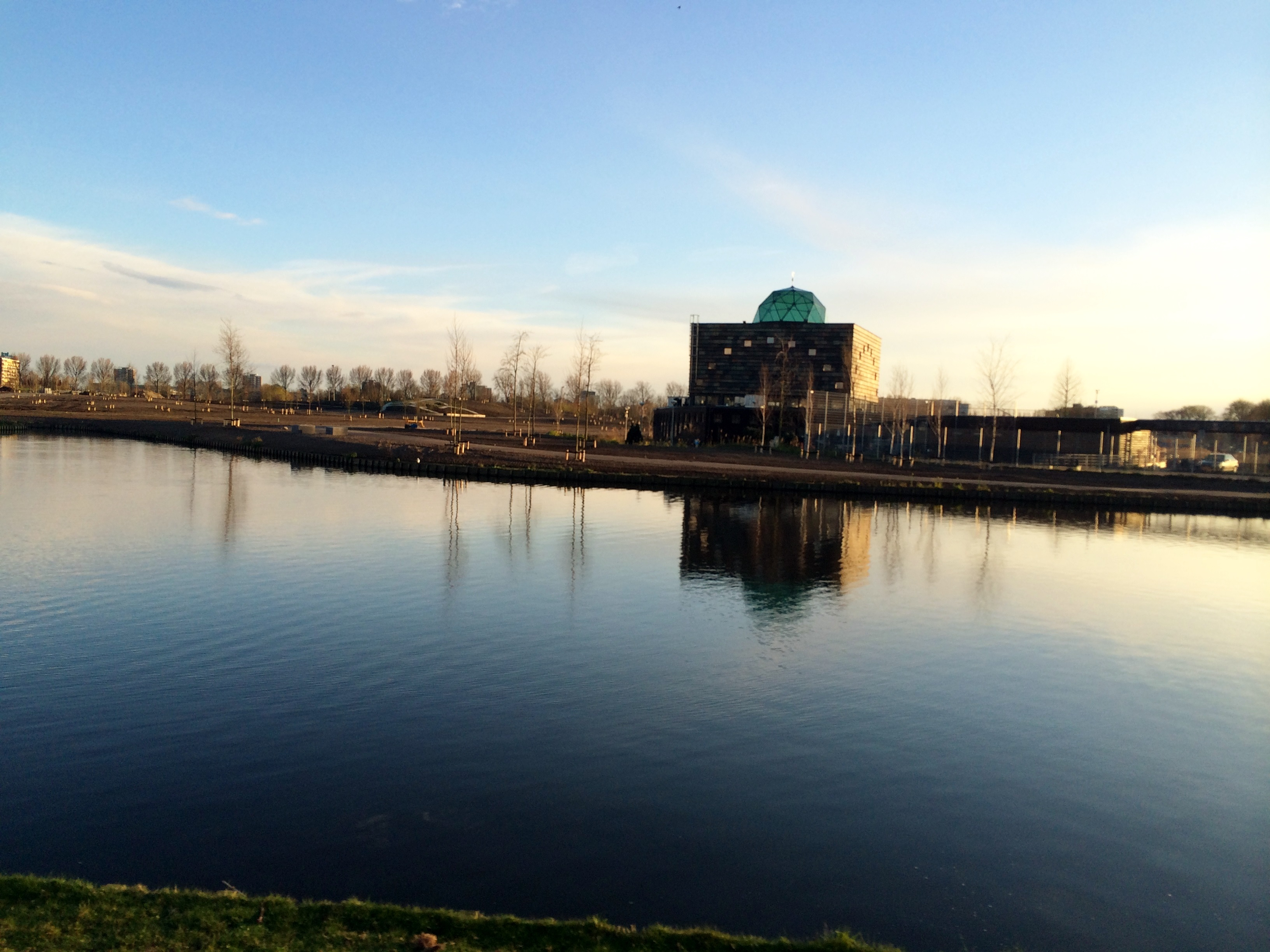
Selimiye Moskee
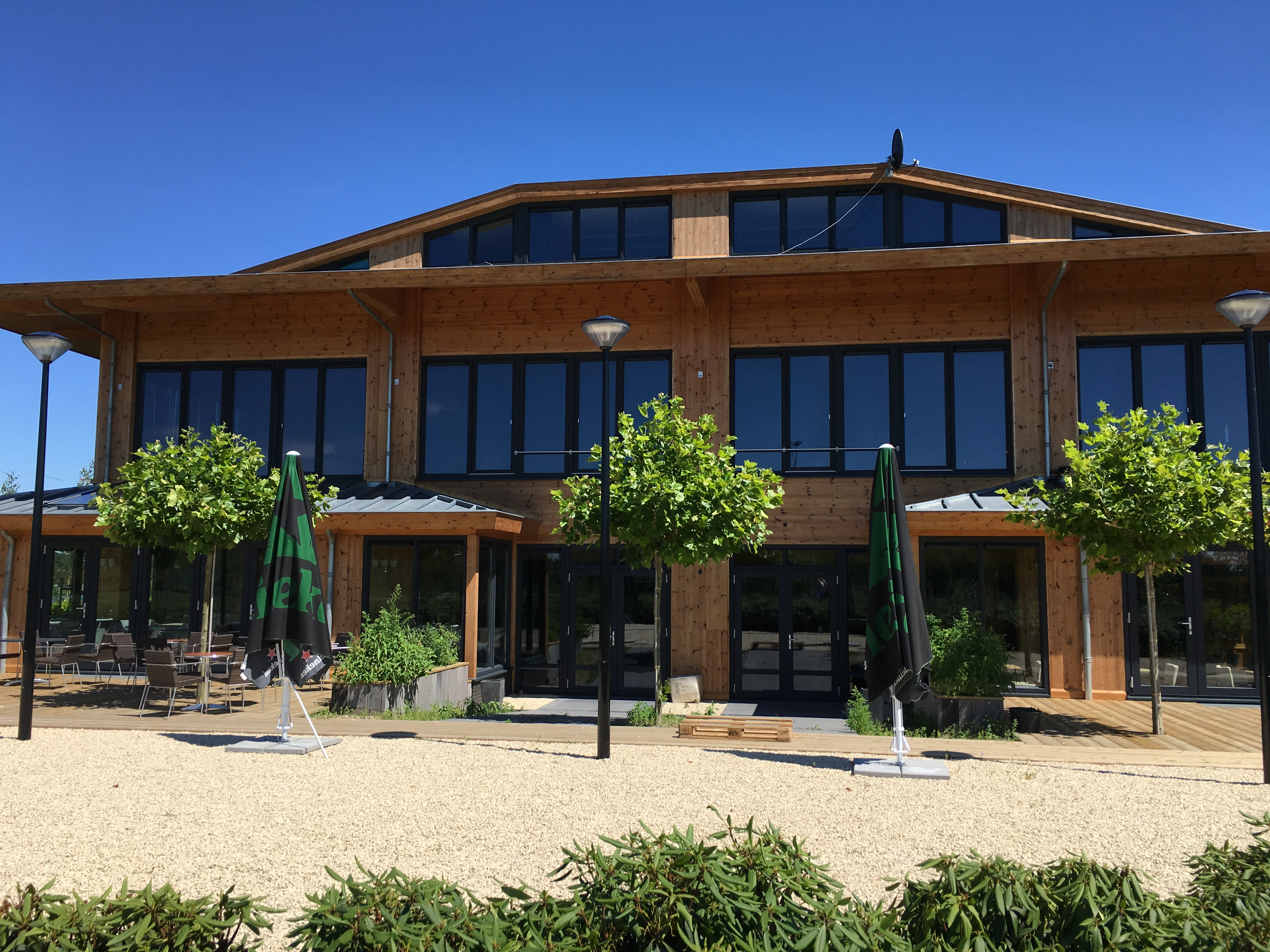
Het parkpaviljoen
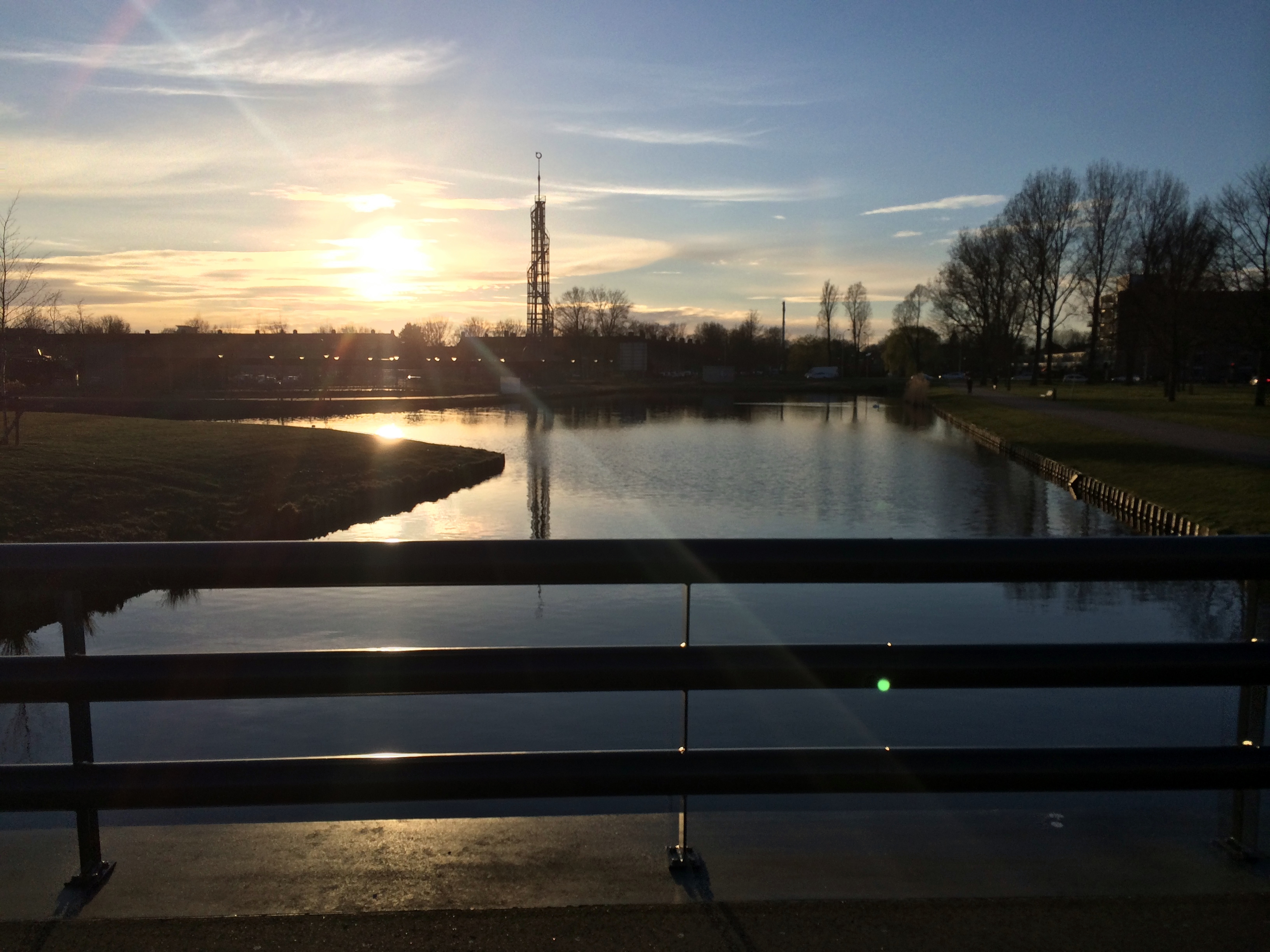
Toren van de Selimiye Moskee bij zonsondergang vanaf brug monumenteiland
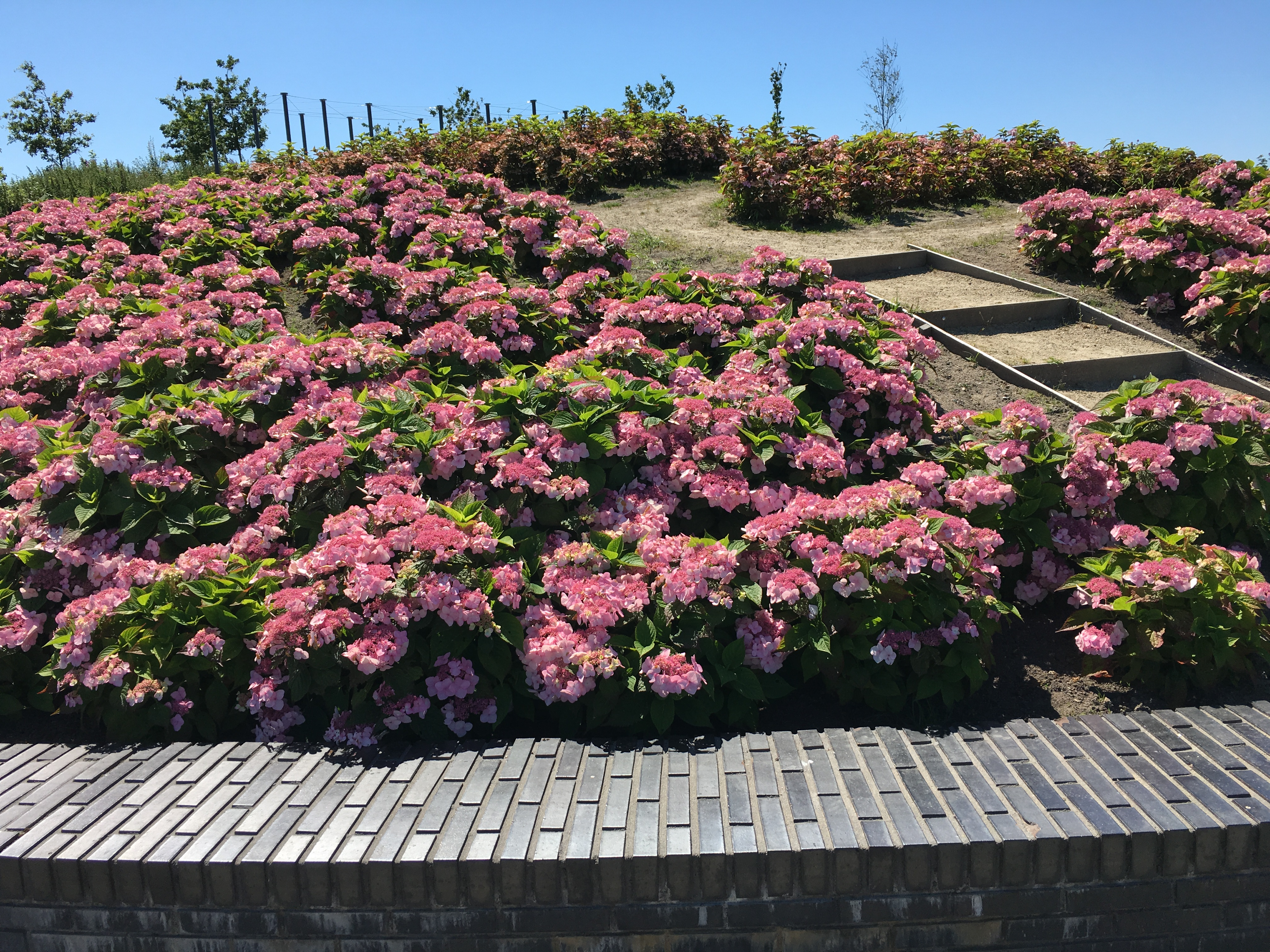
De hortensiaheuvel in volle bloei